# Provinz Kaga

Karte der Provinzen Japans, Kaga rot markiert

Kaga (jap. 加賀国, Kaga no kuni) oder Kashū (加州) war eine der historischen Provinzen Japans. Sie lag auf dem südlichen Teil der heutigen Präfektur Ishikawa. Kaga grenzte an die Provinzen Echizen, Etchū, Hida und Noto und gehörte zur Hokurikudō-Region.

## Geschichte
Die Provinz entstand im Jahr 823 als Ausgliederung aus Echizen, und zwar als letzte Provinz unter dem Ritsuryō-System. Die alte Provinzhauptstadt (kokufu) befand sich im heutigen Stadtteil Kofu-machi (Kofu bedeutet „alte Hauptstadt“) von Komatsu. Unter dem Engishiki-System war Kaga zwar eine Provinz „überragender“ Bedeutung, doch es entwickelte sich nie ein bedeutender lokaler Klan und das Land war unter zahlreiche Shōen aufgeteilt. Während der frühen Sengoku-Zeit war die Provinz größtenteils unter der Kontrolle der Ikkō-ikki, die eine lose regierte Konföderation etablierten. Das Gebiet wurde schließlich von Oda Nobunagas General Shibata Katsuie erobert und kam anschließend unter die Kontrolle von Maeda Toshiie, der unter der Herrschaft von Toyotomi Hideyoshi stand.
Der Maeda-Klan, dessen Sitz Kanazawa war, behielt die Kontrolle über die Provinz während der Edo-Zeit als Teil des Kaga-Lehens des Tokugawa-Shōgunats. Ab 1639 wurden das Enuma-Lehen und ein Teil des Nomi-Lehens von der Kaga-Domäne in das 100.000 koku große Daishōji-Lehens abgetrennt, das von einem jüngeren Zweig des Maeda-Klans regiert wurde.

## Umfang
Die Provinz Kaga umfasste folgende spätere Landkreise (gun):
- Enuma (江沼郡)
- Ishikawa (石川郡)
- Kahoku (河北郡)
- Nomi (能美郡)